# Pferdewagen

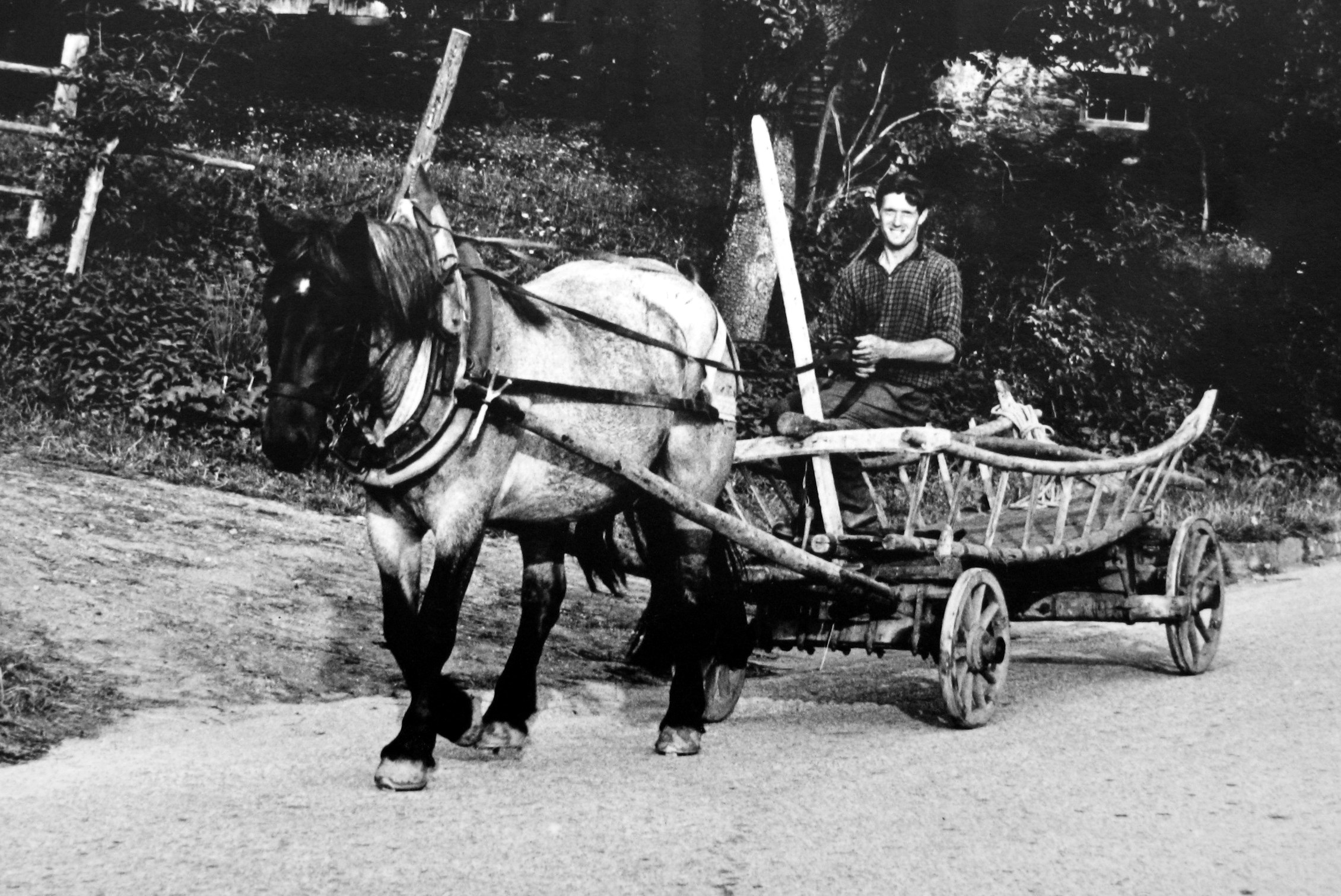
Pferdefuhrwerk in Kärnten (1963)

Ein Pferdewagen ist ein von Pferden gezogenes zweiachsiges Fahrzeug (Wagen) für den Transport von Personen oder Waren. Der – einfache – Pferdewagen unterscheidet sich von der Kutsche dadurch, dass ihm die Federung oder das Verdeck fehlt. Ein von einem oder mehreren Pferden gezogenes einachsiges Fahrzeug ist ein Pferdekarren.

## Einsatz
In Europa löste der Pferdewagen im Mittelalter die von Rindern gezogenen Fuhrwerke ab, während Ochsenkarren in vielen ländlichen Regionen, besonders in Asien, noch ein wichtiges Transportmittel sind. In den Ländern der Dritten Welt sind Pferdekarren und Pferdewagen nach wie vor verbreitet und werden vor allem in der landwirtschaftlichen Produktion eingesetzt.
Die Anzahl oder Anspannung von Pferden führte zu Eigennamen im Fuhrwerkswesen wie zum Beispiel Einspänner, Zweispänner, Troika, Viergespann, Vierspänner, Sechsspänner.
Lange Zeit wurde er handwerklich vom Stellmacher (= Wagner) hergestellt.